# Нафтогазова розвідка у російському секторі Чорного моря
Нафтогазова розвідка у російському секторі Чорного моря – сукупність дій, які провадились у економічній зоні Росії з метою виявлення родовищ вуглеводнів.
Розвідувальне буріння у Чорному морі вперше здійснили у 1971 році в турецькому секторі з бурового судна. Невдовзі розпочали бурові роботи в українському секторі (зі станціонарної платформи), з 1976-го буріння провадилось у румунській зоні, а наступного десятиліття стартувало і у болгарському секторі. В усіх випадках мова йшла про мілководні райони (навіть біля узбережжя Туреччини), тоді як чорноморському шельфу Росії властиві переважно значні глибини. Втім, тут провели сейсмічні дослідження, які виявили чимало перспективних для нафтогазової розвідки структур, зокрема, на таких великих геологічних елементах як Вал Шатського і Туапсинський прогин.
У 21 сторіччі започаткували кілька проектів, спрямованих на розвідку російської ділянки чорноморського шельфу, при цьому провадити буріння у глибоководній зоні збирались із залученням міжнародних енергетичних гігантів, які могли надати відповідні технології. Так, Роснафта в 2011 та 2012 роках уклала угоди про спільну діяльність з ExxonMobil та італійською Eni на ділянках Туапсинський прогин та Західно-Чорноморська (охоплює Вал Шатського), причому в обох випадках іноземний партнер отримував 33,3% участі у проекті. Через санкції, накладені адміністрацією США на Росію за її вторгнення до України, ExxonMobil була вимушена призупинити свою участь у чорноморському проекті.
Eni продовжила співпрацю і, після проведення сейсмічної розвідки 2D та 3D, її спільне підприємство з Роснафтою перейшло до буріння. Для спорудження свердловини залучили напівзанурювану бурову установку Scarabeo 9 (належить іншій італійській компанії Saipem), яка колись була спеціально споруджена з мінімальним використанням технологій та виробів з США для подальшої діяльності у підсанкційних країнах. Буріння свердловини Maria-1, закладеної в районі з глибиною моря 2109 метрів, відбувалось з грудня 2017-го по березень 2018-го. Вона досягла глибини у 5265 метрів та виявила зону карбонатного колектору завтовшки 300 метрів, проте без покладів вуглеводнів. Витрати на буріння свердловини, які покрила Роснафта, склали 129 млн доларів США.